# The Artful Escape
The Artful Escape (früher bekannt als The Artful Escape of Francis Vendetti) ist ein Plattform-Videospiel, das von Beethoven & Dinosaur entwickelt wird und von Annapurna Interactive für Microsoft Windows, Xbox One und Xbox Series X/S am 9. September 2021 veröffentlicht wurde und im Januar 2022 auch für PlayStation 4, PlayStation 5 und Nintendo Switch erschien.

## Handlung
Im Mittelpunkt des Spiels steht die Figur von Francis Vendetti, dem Neffen der verstorbenen Folklegende Johnson Vendetti. Obwohl er ein Musiker wie sein Onkel ist, kämpft Francis unter dem Einfluss seiner genealogischen Beziehung zu seinem Onkel auf seine eigene Karriere. Vor seinem ersten öffentlichen Konzert begibt er sich auf eine Reise, nicht nur geografisch, um London zu verlassen, sondern auch, um sich eine neue Identität zu schaffen, die sich völlig von seinem Onkel abhebt.

## Gameplay
The Artful Escape ist ein Jump-’n’-Run-Spiel, bei dem der Spieler Francis steuert, indem er ihn durch eine mit Musik durchdrungene Landschaft bewegt. Neben dem Laufen und Springen hat Francis eine Gitarre, die er spielen kann, um verschiedene Effekte zu erzielen, wie z. B. Plattformen zu schaffen oder sich gegen Boss-Charaktere zu stellen. Während des Spiels begegnet der Spieler Kreaturen, die er studieren kann, um eine Klangprobe zu erhalten, die er mit anderen, die er gesammelt hat, verwenden kann, um seinen eigenen Soundtrack für das Spiel zu erstellen.

## Entwicklung
The Artful Escape wurde von Johnny „Galvatron“, einem der Gründungsmitglieder und Lead-Gitarrist der Band The Galvatrons, konzipiert. Vor der Gründung der Band hatte Galvatron Film und Computeranimation am College in Melbourne, Australien, studiert, gründete dann aber The Galvatrons und hatte kurz nach seinem Abschluss einen Plattenvertrag mit Warner Bros. Während der fast zehn Jahre, die er mit der Band verbrachte, setzte er auch sein Interesse an Videospielen fort, reichte einige Artikel für verschiedene Publikationen ein und entwickelte kleine Spiele, die auf der Musik der Band basierten, während sie durch Australien und Großbritannien tourten. Galvatron wurde müde von den langen Tourneen und war mehr in die künstlerischen Ziele hineingezogen worden. Die Band legte schließlich eine Pause ein, die es Galvatron ermöglichte, anderen kreativen Bemühungen nachzugehen, darunter das Schreiben eines Buches, die Erstellung eines Kurzfilms und schließlich die Entwicklung von Spielen.
The Artful Escape, wie von Galvatron beschrieben, ist eine Geschichte in der Art von „David Bowie, der von London aus auf eine interstellare Reise geht, um Ziggy Stardust zu erschaffen“. Zusätzlich zu Bowie zitierte Galvatron Werke von Stanley Kubrick, Wes Anderson und Steven Spielberg, um den Kunststil, den er für das Spiel verwendete, zu etablieren, und nutzte seine eigenen Erfahrungen aus dem Musiktourismus und der Musikindustrie. Einige der Charakter- und Weltentwürfe basieren auf Kritzeleien, die Galvatron in seinen Schulbüchern gemacht hat, als er jünger war. Johnson Vendetti basiert laut Galvatron auf der Volksmusiklegende Bob Dylan.
Galvatron gründete Beethoven & Dinosaur, ein australisches Studio, um an dem Spiel zu arbeiten. Zum Studio gehören der Komponist Josh Abrahams und die Programmierer Justin Blackwell und Sean Slevin. Das Studio erhielt im Juni 2015 $17.000 aus einem Unreal Dev Grant von Epic Games für The Artful Escape of Francis Vendetti, um bei der Entwicklung des Titels auf der Unreal Engine 4 zu helfen. Das Studio erhielt dann durch das Steam Greenlight-Programm die Genehmigung zur Veröffentlichung auf der Steam-Plattform im folgenden Monat. Das Studio startete im März 2016 einen Kickstarter, um sich etwa 35.000 Dollar an zusätzlichen Mitteln für die Fertigstellung der Microsoft-Windows- und OS-X-Version des Spiels zu sichern. Dem Kickstarter gelang es jedoch nicht, ausreichende Mittel aufzubringen, aber das Studio konnte einen Veröffentlichungsvertrag mit Annapurna Interactive abschließen, um die Entwicklung des Spiels fortzusetzen und die Entwicklung von Konsolenversionen für die PlayStation 4 und Xbox One zu ermöglichen.
Das Spiel, unter dem Namen The Artful Escape of Francis Vendetti, wurde erstmals im März 2017 auf der PAX East in spielbarer Form gezeigt. Während der Electronic Entertainment Expo 2017, die im Juni dieses Jahres in der Pressekonferenz von Microsoft stattfand, wurde das Spiel in einem größeren Rahmen vorgestellt. Dort wurde bekannt gegeben, dass das Spiel eine konsolenexklusive Version für die Xbox One haben würde. Bei Microsofts Xbox-Veranstaltung in London im November 2019 wurde das Spiel für ein Erscheinungsdatum 2020 auf Xbox One, Microsoft Windows und für iOS-Geräte über Apple Arcade bestätigt.
Beethoven & Dinosaur waren 2017 Empfänger eines Kleingewerbestipendiums der Stadt Melbourne.
Das Spiel erschien letztendlich für Windows, Xbox One und Xbox Series X/S am 9. September 2021.
Im Januar 2022 erschien das Spiel auch für PlayStation 4, PlayStation 5 und Nintendo Switch.